# Лісова пісня (поїзд)
«Лісовá пíсня» — колишня іменна назва нічного швидкого поїзда № 88/87 сполученням Ковель — Новоолексіївка формуванням  Львівської залізниці. Протяжність маршруту руху складала — 1138 км. На поїзд була можливість придбати електронний квиток.

## Історія
У серпні-вересні 2013 року до складу поїзда був включений додатковий вагон. За півроку до скасування сполучення з Кримом поїзд почав курсувати вдвічі рідше. Це торкнулось також поїздів № 86/85 сполученням Львів — Сімферополь, № 146/145 Київ — Сімферополь.
З 27 грудня 2014 року, у зв'язку із припиненням руху поїздів далекого сполучення до Криму, маршрут поїзда обмежено до станції Новоолексіївка, яка на до 24 лютого 2022 року була кінцевою. До 26 грудня 2014 року поїзд курсував до станції Сімферополь.
З 28 січня 2015 року, у зв'язку зі скороченням маршруту руху до станції Новоолексіївка, поїзди Львів — Новоолексіївка та Ковель — Новоолексіївка», що курсували через день, були об'єднані в один поїзд від Новоолексіївки до станції Імені Тараса Шевченка (м. Сміла). До цього, впродовж кількох місяців, ці поїзди курсували спільним графіком від станції Новоолексіївки до станції Козятин I через день.
З 28 березня 2016 року по 28 жовтня 2016 року поїзд курсував графіком без групи вагонів поїзда № 86/85 Львів — Новоолексіївка.
З 1 листопада 2016 року відновлено курсування з групою вагонів поїзда № 86/85 Львів — Новоолексіївка на ділянці Імені Тараса Шевченка — Новоолексіївка.
З 29 жовтня 2017 року, з введенням нового графіку руху, поїзди знову курсують двогрупним складом. З Ковеля вирушає під № 88Л, з Новоолексіївки, у зворотному напрямку, під № 88Д. У зв'язку з цим, поїзд № 88 Ковель — Новоолексіївка прямує до станції Імені Тараса Шевченка окремо, далі приєднується до поїзда № 86 Львів — Новоолексіївка і курсують разом. Поїзди вирушають по непарних числах, а прибувають по парних.
З 16 березня по 6 липня 2020 року поїзд був тимчасово скасований через пандемію COVID-19, з 7 липня 2020 року відновлено курсування за звичайним графіком руху.
Через російське вторгнення в Україну поїзд тимчасово принипив курсувавання до станції Новоолексіївка, а маршрут поїзда скорочений до станції Запоріжжя I.

## Інформація про курсування
Поїзд курсує через день, від Запоріжжя  по парних, з Ковеля — по непарних числах місяця. На маршруті руху здійснював зупинки на 31 проміжних залізничних станціях. 

## Склад поїзда
Поїзд № 88/87  формування вагонного депо ЛВЧД-14 станції Ковель Львівської залізниці.
Від Ковеля до станції Козятин I в обох напрямках поїзд курсує переважно з локомотивами ЧС4 та ЧС8.
Поїзду зазвичай встановлена схема з 15 вагонів:.
- 11 плацкартних;
- 4 купейних.

Схема поїзда може відрізнятися від наведеної в залежності від сезону (зима, літо). Точну схему на конкретну дату можна подивитися в розділі «Оn-line резервування та придбання квитків» на офіційному вебсайті АТ «Укрзалізниця».
З 12 грудня 2016 року, через день, в складі поїзда курсували два вагони безпересадкового  сполучення Харків — Луцьк обслуговуванням ВЧ-1 Південної залізниці:
- 1 купейний (№ 24).
- 1 плацкартний (№ 25).

Маневрові роботи по причепленню/відчепленню вагонів здійснюлися на станції Імені Тараса Шевченка, коли поїзд курсував об'єднані групою з поїздом № 88/87.
Нумерація вагонів при відправлення від Ковеля та Запоріжжя I — від локомотива поїзда.